# Магазин (улица Гоголя, Нежин)
Магазин — памятник архитектуры местного значения в Нежине. 

## История
Изначально был внесён в «список памятников архитектуры вновь выявленных» под названием Магазин Самохина.
Приказом Министерства культуры и туризма от 21.12.2012 № 1566 присвоен статус памятник архитектуры местного значения с охранным № 10016-Чр под названием Магазин.

## Описание
Одноэтажный, каменный, П-образный в плане дом. Здесь размещался магазин Самохина. Сейчас здесь помещения магазинов.